# Liste der Biografien/Niek
Liste der Biografien |
Portal Biografien |
Personensuche
# |
A |
B |
C |
D |
E |
F |
G |
H |
I |
J |
K |
L |
M |
N |
O |
P |
Q |
R |
S |
T |
U |
V |
W |
X |
Y |
Z |
?
 
Na |
Nb |
Nc |
Nd |
Ne |
Nf |
Ng |
Nh |
Ni |
Nj |
Nk |
Nl |
Nm |
Nn |
No |
Nr |
Ns |
Nt |
Nu |
Nv |
Nw |
Nx |
Ny |
Nz
 
Nia |
Nib |
Nic |
Nid |
Nie |
Nif |
Nig |
Nih |
Nii |
Nij |
Nik |
Nil |
Nim |
Nin |
Nio |
Nip |
Niq |
Nir |
Nis |
Nit |
Niu |
Niv |
Niw |
Nix |
Niy |
Niz
 
Nieb |
Niec |
Nied |
Nief |
Nieg |
Nieh |
Niej |
Niek |
Niel |
Niem |
Nien |
Niep |
Nier |
Nies |
Niet |
Nieu |
Niev |
Niew
Die Liste der Biografien führt alle Personen auf, die in der deutschsprachigen Wikipedia einen Artikel haben. Dieses ist eine Teilliste mit 20 Einträgen von Personen, deren Namen mit den Buchstaben „Niek“ beginnt.

## Niek

### Nieka
- Niekammer, Michael (* 1961), deutscher Sänger, Schauspieler, Textautor und Künstlermanager
- Niekamp, Johann (1654–1716), deutscher Oberhofprediger
- Niekawa, Ayumi (* 1994), japanischer Fußballspieler

### Nieke
- Nieke, Franz (1901–1979), deutscher Arbeiter und Politiker (KPD), MdR
- Nieke, Wolfgang (* 1948), deutscher Pädagoge
- Niekerk, Almut van (* 1967), deutsche evangelische Theologin
- Niekerk, Dané Van (* 1993), südafrikanische Cricketspielerin
- Niekerk, Dewald Van (* 1997), südafrikanischer Squashspieler
- Niekerk, Dolf van (1929–2022), südafrikanischer Schriftsteller
- Niekerk, Hannah van (* 2005), südafrikanische Hürdenläuferin
- Niekerk, Marlene van (* 1954), südafrikanische Schriftstellerin und Professorin an der Universität Stellenbosch
- Niekerk, Maurits (1871–1940), niederländischer impressionistischer Landschafts- und Stilllebenmaler
- Niekerk, Wayde van (* 1992), südafrikanischer Leichtathlet
- Niekerk, Willie Van (1937–2009), südafrikanischer Arzt, Politiker und Generaladministrator von Südwestafrika
- Niekerken, Walther (1900–1974), niederdeutscher Philologe

### Nieki
- Niekisch, Ernst (1889–1967), deutscher Politiker (SED), MdV und PublizistErnst Niekisch (1889–1967)

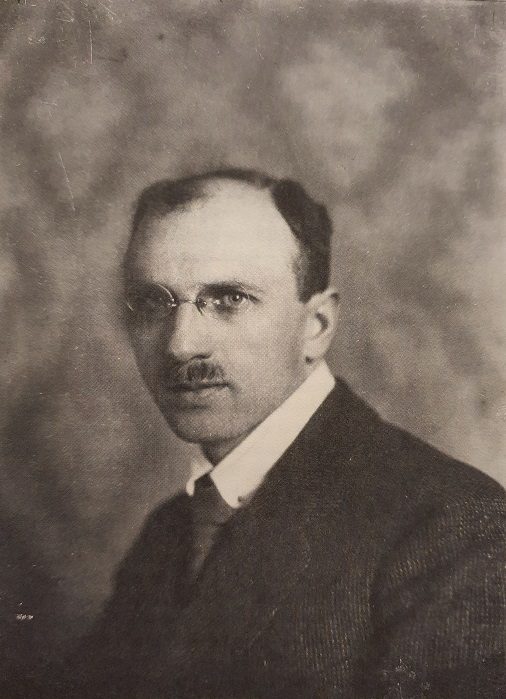
Ernst Niekisch (1889–1967)

- Niekisch, Manfred (1951–2024), deutscher Biologe, internationaler Experte für Naturschutz und Direktor des Zoos Frankfurt
- Niekisch, Wieland (* 1957), deutscher Politiker (CDU), Landtagsabgeordneter in Brandenburg

### Niekr
- Niekro, Joe (1944–2006), US-amerikanischer Baseballspieler
- Niekro, Phil (1939–2020), US-amerikanischer Baseballspieler